# Козичино
Козичино (мкд. Козичино) је насеље у Северној Македонији, у западном делу државе. Козичино припада општини Кичево.

## Географија
Насеље Козичино је смештено у средишњем делу Северне Македоније. Од најближег већег града, Кичева, насеље је удаљено 22 km источно.
Козичино се налази у малој области Рабетинкоље, која обухвата неколико села у средишњем сливу реке Треске. Село је положено на јужним падинама планине Коњаник, која се јужније спушта у плодну долину Треске. Надморска висина насеља је приближно 830 m.
Клима у насељу је планинска због знатне надморске висине.

## Историја
Српско школа је ту отворена на основу царске дозволе од 10. јула 1898. године. Писана је на име мутевелије (управитеља) мештанина Ђуре Гинића. У српској народној школи у месту био је 1898-1900. године учитељ Александар Анђелковић родом из Лабуништа. Ту је 1899. године било у двогодишњој школи 39 ђака, а следеће 1900. године било их је у троразредној школи 45 ученика. Долазила су на наставу школска деца и из суседних места Патена, Дупјана и Речана. Учитељ Анђелковић се 1900. године јавно захвалио браћи Мирковићима из села Патеца. Браћа су радили у Београду као лебари, и послали су месној школи 20 златних динара за куповину школских учила. У школи је 11. маја 1900. године одржан годишњи јавни испит, пред изасланим ревизором Јевтаном Мравом, учитељем из Битоља.
Православна српска црква је опустошена 1903. године од стране Турака, током Илинденског устанка.

## Становништво
Козичино је према последњем попису из 2002. године имало 17 становника.
Већинско становништво су етнички Македонци (100%).
Претежна вероисповест месног становништва је православље.